# Pterocryptis taytayensis
Pterocryptis taytayensis ist eine Fischart aus der Familie der Echten Welse (Siluridae). Sie kommt auf den philippinischen Inseln Palawan, Culion und Busuanga vor. Über ihre Lebensweise ist fast nichts bekannt.

## Merkmale
Die Tiere erreichen eine Länge von bis zu 12 Zentimetern. Ihr Körper ist langgestreckt mit einer sehr kleinen Rückenflosse ohne Hartstrahl und mit drei oder vier Weichstrahlen. Die Schwanzflosse ist gegabelt. Die Brustflossen sind kurz und weisen einen spitzen Hartstrahl und zehn bis elf Weichstrahlen auf. Die Bauchflossen sind sehr klein. Die langgestreckte Afterflosse hat 55 bis 68 relativ kurze Strahlen und ist nicht mit der Schwanzflosse verbunden. Die Maulspalte ist lang und horizontal, reicht aber nicht bis zum Auge. Die Barteln am Oberkiefer reichen oft bis zum Ansatz der Afterflosse. Die Kiemen weisen am ersten Bogen zehn oder elf Branchiostegalstrahlen und 9 bis 15 Kiemenreusendornen auf.
Der Rücken ist grau, die Seiten sind heller und der Bauch ist weiß.

## Systematik
Von Albert William Herre wurde die Art bei der Erstbeschreibung in eine eigene Gattung Hito gestellt.